# Pyaasa
Pyaasa (Hindi: प्यासा; urdu: پیاسا; español: El sediento) es una película de Bollywood producida, dirigida y protagonizada por Guru Dutt. En 2005 Time lo nombró una de las 100 mejores películas de la historia del cine.
Este largometraje explora la relación entre artista y sociedad a partir de los esquemas tradicionales del cine musical de la India. De un profundo pesimismo, une elementos como realidad y ensoñación, presente y pasado,fracaso y triunfo, lamento amoroso y preocupación existencial, crítica social e iconografía cristiana. Pyaasa es un brillante y emocionante ejemplo de las posibilidades expresivas del sincretismo entre Oriente y Occidente, en el Cine Indio de los años 50, y del talento de Dutt.

## Sinopsis
Vijay es un poeta sin trabajo, que vive en la calle, y recibe alguna ayuda de su madre y de algunos amigos. En cambio, sus hermanos le desprecian. Después de conocer a una prostituta llamada Gulabo, que se enamora de él, se reencuentra con su antigua novia, ahora casada con un hombre rico. Todos le creen muerto después de un intento de suicidio, y es entonces cuando su poesía le hace famoso. Reaparece ante sus admiradores, pero finalmente decide renunciar a la fama, y se marcha con Gulabo.      

## Reparto
- Guru Dutt - Vijay
- Mala Sinha - Meena
- Waheeda Rehman - Gulabo
- Rehman - Sr. Ghosh
- Johnny Walker - Abdul Sattar

## Música
- Jaane kya tune kahi - Geeta Dutt
- Hum aapki aankhon mein - Geeta Dutt, Mohammed Rafi
- Jane who kaise log - Hemant Kumar
- Sar jo tera chakraye - Mohammed Rafi
- Aaj sanam mohe ang lagalo - Geeta Dutt
- Jinhen naaz hai - Mohammed Rafi
- Yeh duniya agar mil bhi jaye to kya hai - Mohammed Rafi